# والکنات
والکنات (تلفظ به فنلاندی: VAL-knoot) یکی از رایج‌ترین و در عین حال معمایی‌ترین نماد‌هایی است که در ارتباط با اساطیر نورس ظاهر می‌شود. از نظر بصری، از سه مثلث به هم پیوسته تشکیل شده‌است. از نظر باستان شناسی، روی چندین سنگ و سنگ یادبود‌هایی که مربوط به عصر وایکینگ‌ها هستند دیده می‌شوند. والکنات‌ها در جزیره گوتلاند واقع در سوئد نیز قرار دارند، و همچنین بر روی محموله قبرهای کشتی اوزبرگ در نروژ نیز دیده شده‌اند.  نام آن در هیچ منبع دوره‌ای ذکر نشده‌است. والکنات یک کلمه ترکیبی مدرن به زبان نروژی است که به معنای: گره کسانی که در نبرد افتاده‌اند، می‌‌باشد. و توسط نروژی‌‌هایی که مدت‌ها بعد از عصر وایکینگ‌ها زندگی می‌کردند معرفی شده‌است.

والکنات متشکل از سه مثلث گره خورده

## والکنات در دوران باستان
در رکوردهای باستان شناسی، والکنات فقط در ارتباط با آیین مردگان ظاهر می‌شود، همانطور که در سنگ‌های سنگی فوق الذکر و تدفین کشتی‌ها. نمادهای مشابهی را نیز می‌توان بر روی کوزه‌های سوزانده آنگلوساکسون‌ها و دیگر مردم ژرمنی که از نظر زبانی، قومی، جهان‌بینی و مذهب پیش از مسیحیت با نورس‌ها ارتباط نزدیکی دارند، یافت.

## ارتباط با اودین

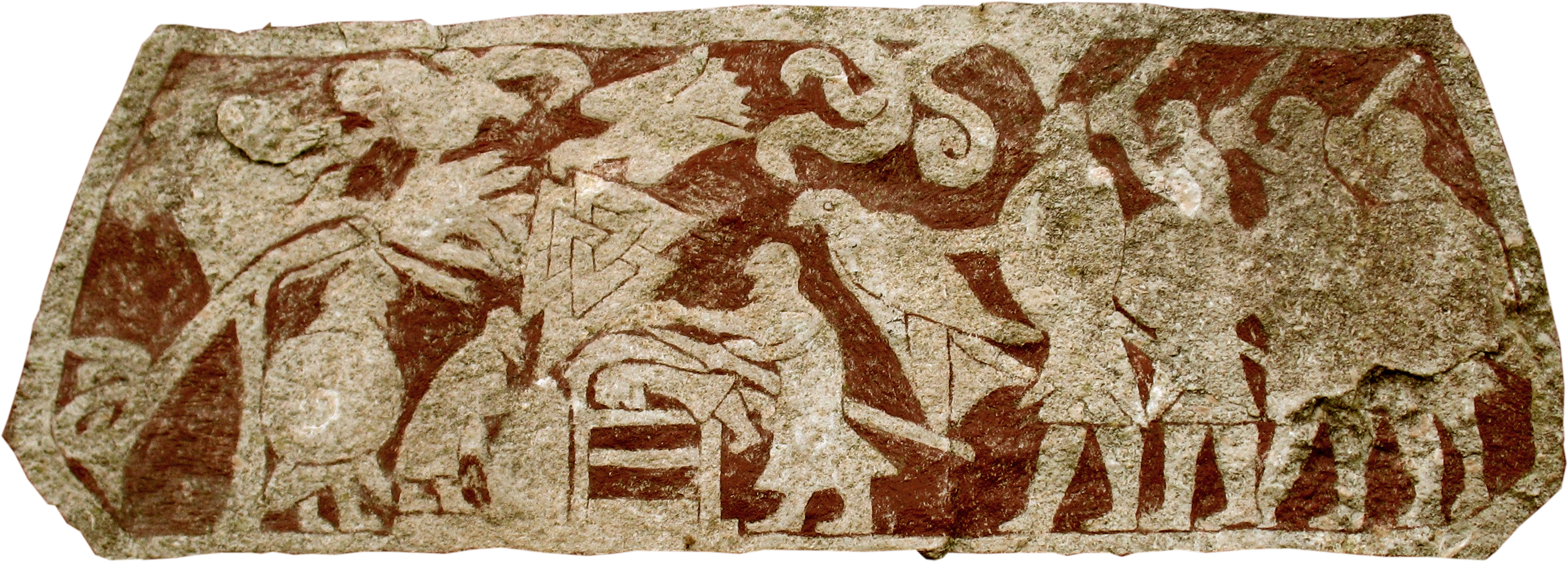
بخشی از سنگ استورا همرز در گوتلند، سوئد، یک درخت گردو را در موقعیت مرکزی و غالب به تصویر می‌کشد، در کنار چهره‌هایی که به اودین تعبیر می‌شوند، با نیزه‌ای خاص، در حالی که یک کلاغ بالای سر اوست و مرد دیگری به دار آویخته‌‌است. آن‌ها چهره دیگری را نیز دفن می‌کنند.

در بیشتر این موارد، اودین نیز وجود دارد. حتی در مواردی که او مستقیماً در کنار والکنات حضور ندارد، اغلب نمادهای دیگری را می‌یابیم که ارتباط نزدیکی با او دارند. برای مثال، کوزه‌های آنگلوساکسون تصاویری از اسب‌ها و گرگ‌ها را نشان می‌دهند، دو حیوانی که اغلب همراهان اودین در داستان‌های اساطیری نورس هستند.
یافتن ارتباط بین مرگ و اودین با هم نباید تعجب آور باشد، زیرا اودین، در میان بسیاری از چیزهای دیگر، یک راهنمای ارواح بود یعنی شخصیتی که ارواح مردگان را به دنیای زیرین و سپس به جهان زنده باز می‌گرداند. و همچنین رهبر ارتش‌های مختلف مردگان، مانند جنگجویان والهالا و شکار وحشی بود.
اودین همچنین یکی از قدرتمندترین جادوگران و شمن‌ها بود. در منابع ادبی، اودین و ارواح همراهش مانند والکیری‌ها اغلب از جادویی استفاده می‌کنند که به صورت پیوند و بازکردن، گره زدن ذهن یا باز کردن آن توصیف شده‌است. به گفته مورخ هیلدا الیس داویدسون اودین این قدرت را داشت که بر ذهن خود پیوند بزند، به طوری که مردم در جنگ درمانده شوند، و همچنین می‌توانست تنش‌های ترس و فشار را با موهبت‌های خود از جنون جنگی، مستی، کاهش‌ دهد. او و دیگران والکنات را با ظاهر گره مانندش به عنوان بیان نمادین این ایده تفسیر می‌کنند.
این توضیح بیشتر محتمل‌تر است، زیرا شکل جادوی نورس نوعی بت پرستی است که منابع اغلب از آن یاد می‌کنند، یعنی سیدر،‌ که شکلی از جادو و شمنیسم اسکاندیناوی است. از تصاویر مربوط به ریسندگی و بافتن الیاف برای نمادی از تغییر روند رویدادها استفاده می‌کردند. بافندگی در این معنای نمادین به معنی قدرت و معنویتی است که تقریباً مترادف بودند، بنابراین جای تعجب نیست که نمادی که شامل قدرت بر زندگی و مرگ است به عنوان یک گره تجسم شود.

## ادای منثور

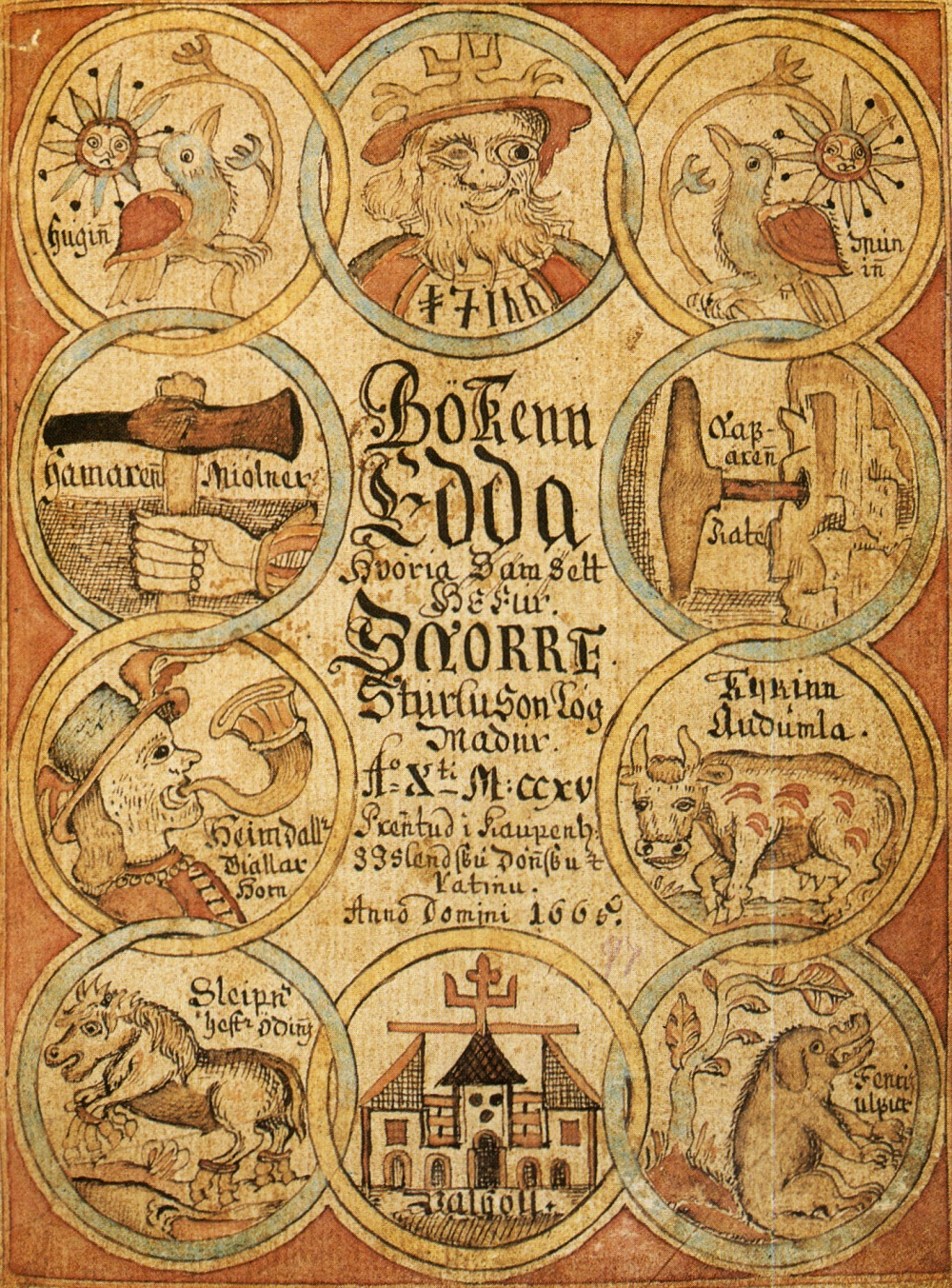
صفحه عنوان نسخه خطی ادای منثور نوشته اسنوری استورلوسون (قرن سیزدهم) که خدایان نورس باستان اودین، هیمدالر، اسلیپنیر و دیگر شخصیت‌های اساطیر نورس را نشان می‌دهد.

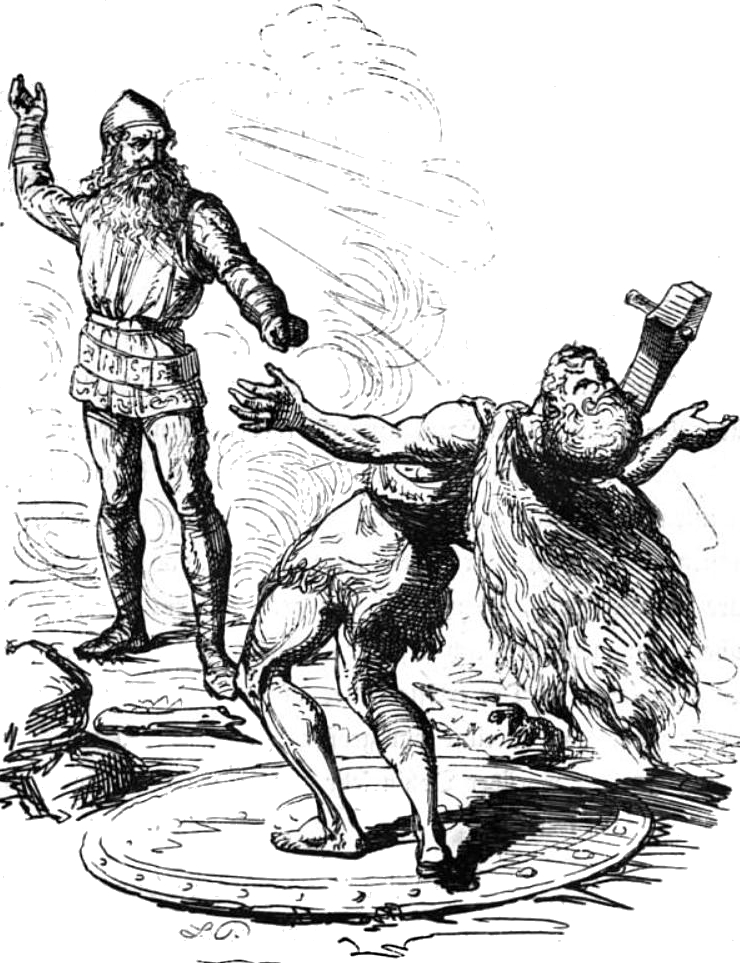
ثور با پتک خود میولنیر، هرونگنیر را می‌کشد. تصویر لودویگ پیچ (۱۸۶۵)

توضیح کمتر رضایت‌ بخشی که برخی محققان به آن استناد کرده‌اند این است که والکنات می‌تواند «قلب هرونگنیر» باشد که در ادای منثور نوشته اسنوری استورلوسون ذکر شده‌است: «هرونگنیر یک قلب ساخته شده از سنگ سخت و با سه گوشه داشت، درست مانند  نماد حکاکی شده‌ای که از آن زمان به آن قلب هرونگنیر می‌گویند.»  تمام آنچه که این توصیف در مورد شکل بصری «قلب هرونگنیر» به ما می‌گوید این است که شکلی مثلثی داشته‌است. توصیف کلی این ایده را که قلب هرونگنیر و والکنات یک نماد هستند، تنها در صورتی می‌توان جدی گرفت که زمینه باستان‌شناسی که نماد در آن ظاهر می‌شود با توصیف اسنوری مطابقت داشته‌ باشد. همانطور که دیدیم، این موضوع بسیار دور از واقعیت است. «قلب ساخته‌شده از سنگ سخت» کاملاً با جادوی وجد آلود اودین ناسازگار است.